# Vincent Auriol
Jules-Vincent Auriol (27. august 1884 i Revel – 1. januar 1966 i Muret) var en fransk socialistisk politiker. Han var Frankrigs præsident fra 1947 til 1954. Før 2. verdenskrig bestred Auriol poster som bl.a. finansminister og justitsminister.
Auriol var cand.jur. og indledte sin karriere som advokat i Toulouse.
Auriol deltog i den provisoriske regering, som blev indsat under Charles de Gaulles ledelse efter befrielsen fra den tyske besættelse (1940-1944).
Auriols præsidentperiode var præget af den politiske ustabilitet, som kendetegnede den kortvarige Fjerde Republik. Afkoloniseringen og navnlig befrielseskrigen i Indokina (Vietnam) satte sit præg på perioden. Auriol genopstillede ikke som præsident.

## Udenrigspolitik
Perioden efter 2. verdenskrig var domineret af arbejdet med Europas politiske og økonomiske genrejsning. Frankrig var som udgangspunkt skeptisk overfor det besejrede Tyskland, men oprettelsen af det Europæiske Kul- og Stålfælleskab (EKSF) i 1952 blev et afgørende vendepunkt i forholdet mellem de to lande.
| Efterfulgte Léon Blum 1946-1947 | Frankrigs præsidenter | Efterfulgt af René Coty 1954-1959 |